# Freipass
Ein Freipass war ein Schein für zollfrei in die Mitgliedsstaaten des Deutschen Zollvereins importierte Waren, meist ausgestellt für Gegenstände, die auf die Privatrechnung der Fürsten dieser Staaten eingeführt wurden.
Im Deutschen Reich bezeichnete er einen Schein, der auf Antrag für nur vorübergehend ein- oder ausgeführte und in unverändertem Zustand wieder zurückgehende, durch Zoll nicht zu belastende Waren ausgestellt wurde. Über solche Waren, die unter Zollkontrolle blieben, wurden sogenannte Freiregister für An- und Abschreibung geführt.
Dieser Artikel basiert auf einem gemeinfreien Text aus Meyers Konversations-Lexikon, 4. Auflage von 1888 bis 1890.